# Archembia dilata
Archembia dilata is een insectensoort uit de familie Archembiidae, die tot de orde webspinners (Embioptera) behoort. De soort komt voor in Brazilië.
Archembia dilata is voor het eerst wetenschappelijk beschreven door Ross in 2001.